# Навье, Анри
Клод Луи Мари Анри Навье (фр. Claude Louis Marie Henri Navier) (10 февраля 1785 года, Дижон, — 21 августа 1836 года, Париж) — французский механик и инженер.
Автор ряда трудов по строительной механике, сопротивлению материалов, теории упругости, гидравлике и гидромеханике. Автор курса сопротивления материалов.

## Биография
После смерти отца в 1793 году мать Анри отдала дальнейшее обучение сына в руки его дяди — Эмилэнда Готэ, инженера французского Корпуса мостов и дорог (Corps des Ponts et Chaussées). В 1802 году Навье поступил в знаменитую политехническую школу École polytechnique, а в 1804 ujle продолжил своё обучение в Национальной школе мостов и дорог, которую он успешно закончил в 1806 году. В итоге Навье сменил своего дядю на посту главного инспектора в Корпусе мостов и дорог.
Он руководил строительством мостов в Шуази, Аньере и Аржантёе в департаменте Сены, а также построил пешеходный мост на Остров Сите в Париже. Ему принадлежит и первый проект Моста инвалидов.
В 1824 году Навье был принят во Французскую Академию наук. В 1830 году принял должность профессора в Национальной школе мостов и дорог, а в следующем году сменил на посту профессора математики и механики изгнанного Огюстена Луи Коши в Политехнической школе.

## Вклад в науку
Навье сформулировал теорию упругости в математическом виде (1821), сделав её пригодной для применения в строительстве с достаточной на первое время точностью. В 1819 году он определил нулевой уровень механического напряжения, исправив тем самым результаты Галилея, а в 1826 году он ввёл модули упругости как характеристику материалов, независимую от второго момента площади. Навье считается одним из основателей современной теории упругости.
Наиболее известный его вклад в науку — вывод в [1822 году уравнений Навье — Стокса, играющих ключевую роль в гидродинамике.